# Cartes
Cartes is een gemeente in de Spaanse provincie Cantabrië in de regio Cantabrië met een oppervlakte van 19 km². Cartes telt 5.733 inwoners (1 januari 2016).

## Demografische ontwikkeling
Bron: INE, 1857-2011: volkstellingen